# Oude noordelijke Oost-Aziaten

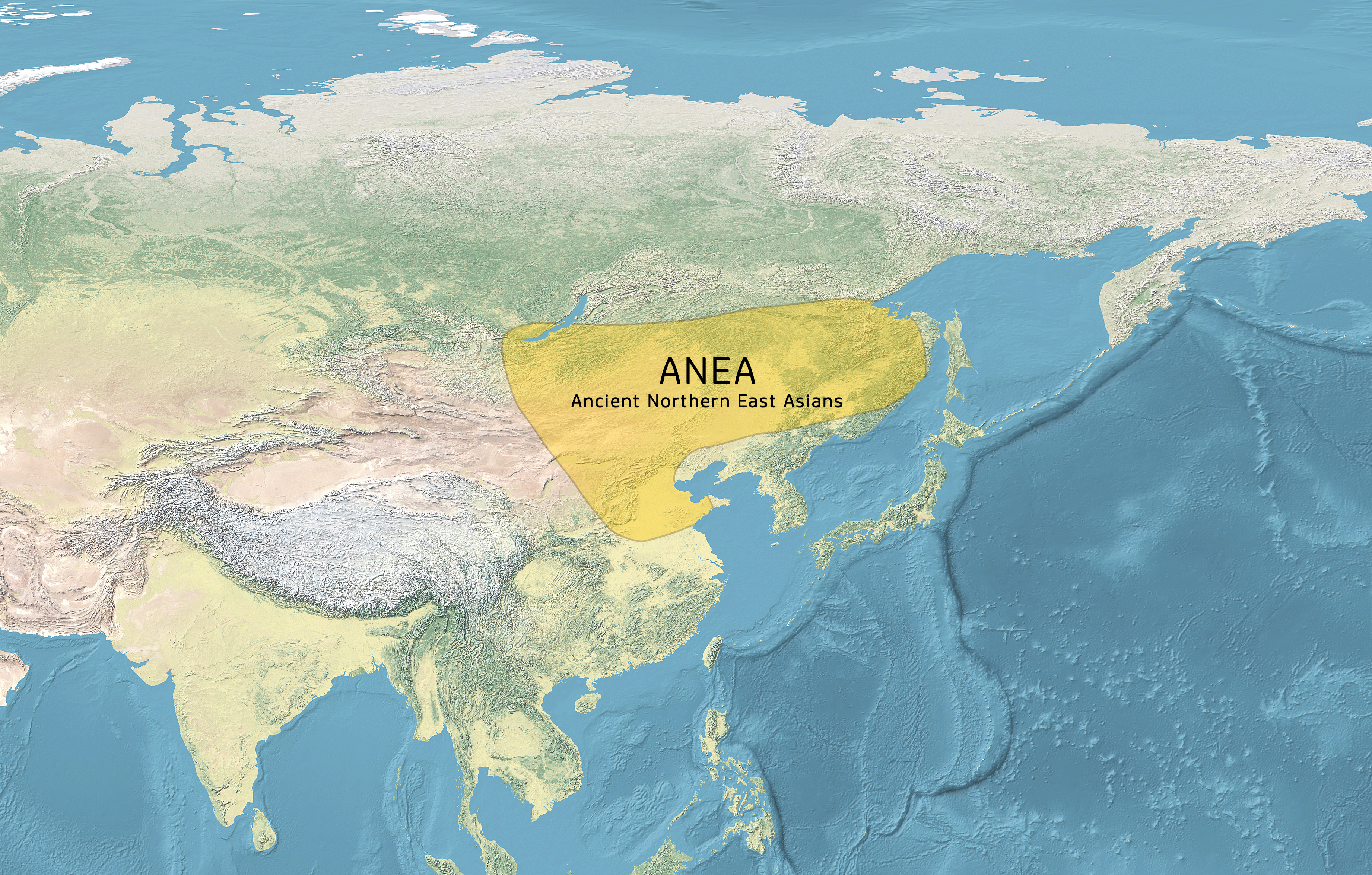
Locatie van de oude Noordoost-Aziaten

Oude noordelijke Oost-Aziaten (Ancient Northern East Asian, (ANEA) is in de archeogenetica een benaming voor de verwante voorouderlijke componenten die de oorspronkelijke noordelijke Oost-Aziatische volkeren vertegenwoordigen. Deze volkeren strekten zich uit van het Baikalmeer tot de Gele Rivier en de Qinling-Huaihe-lijn in het huidige centrale China. Er wordt aangenomen dat ze zich rond 20.000 tot 26.000 v.Chr. hebben afgesplitst van de oude zuidelijke Oost-Aziaten (Ancient Southern East Asians, ASEA), beide afgeleiden van de oude Oost-Euraziaten. 
De ANEA kunnen grofweg worden onderverdeeld in drie subgroepen, namelijk de oude Noordoost-Aziaten (ANA), Neo-Siberiërs en de Gele Rivier-landbouwers. De ANEA moeten worden onderscheiden van de afgeleide en vergelijkbaar genaamde oude Noordoost-Aziaten, ook wel bekend als "Amoer-afkomst", die een subgroep vormden van de ANEA, specifiek voorouderlijk aan de jager-verzamelaars van het 7e-4e millennium BP, in de Amoer-regio en later uitbreidend naar het Verre Oosten van Siberië, Mongolië en de Baikal-regio, maar die het nauwst verwant zijn aan andere oude noordelijke Oost-Aziaten, zoals de zich eerder uitbreidende Neo-Siberiërs die zichtbaar zijn in de vroeg-neolithische Baikal-regio. 
In Noord-Azië resulteerde een vroege tak van de oude noordelijke Oost-Aziatische afstammingslijn tesamen met de oude Noord-Euraziaten (ANE) in de vorming van de oude Paleo-Siberiërs (APS). In Oost-Azië leidde een oude noordelijke Oost-Aziatische afstammingslijn met een kleine bijdrage van de oude zuidelijke Oost-Aziaten (ASEA) tot de vorming van de Gele Rivier-landbouwers. De Gele Rivier-landbouwers worden geassocieerd met de verspreiding van de Sino-Tibetaanse talen. 
De Neo-Siberiërs, of "inlandse Noordoost-Aziaten" (inclusief Yumin-jagers-verzamelaars en Transbaikal_EMN-afkomst), worden geassocieerd met een landinwaartse expansie van oude noordelijke Oost-Aziaten rond 14.000 BP. Ze kunnen worden onderscheiden van de Amoer-jagers-verzamelaars (7.000-14.000 BP), die een oud-Noordoost-Aziatische (ANA) afkomst hadden. De Neo-Siberiërs leverden voornamelijk een bijdrage aan de neolithische en bronstijdpopulaties in de regio Baikal, zoals de neolithische jagers-verzamelaars van de Kitojcultuur (5.200-4.200 v.Chr.), de laat-neolithische/bronstijdgroepen in Jakoetië en kraj Krasnojarsk in Oost-Siberië en de regio Altaj-Sajan. Ze kunnen in verband worden gebracht, in samenhang met de oude Paleo-Siberiërs, met de jagers-verzamelaars van de Glazkovocultuur uit de bronstijd in de westelijke Baikalregio (rond 2500 v.Chr.), die in verband worden gebracht met de vroege Jenisejische volkeren. 
Oude Noordoost-Aziaten (Amoer-afkomst), vertegenwoordigd door Amoer-specimens uit het mesolithicum (ca. 7-14.000 BP) en latere monsters uit Mongolië, breidden zich uit na de verspreiding van "Neo-Siberische" groepen en kunnen in verband worden gebracht met de verspreiding van Turkse, Mongoolse en Toengoezische sprekers. 

## Paleolithische en neolithische exemplaren
De ANEA-lijn wordt vertegenwoordigd door een laatpaleolithisch exemplaar (ca. 19.000 BP) uit de Amoer-regio (Amur19k), evenals door vroeg-neolithische exemplaren, waaronder van Yumin, de Tsjortovy Vorota-grot, (Verre Oosten van Rusland, ~7,7 kya), Shandong (kust van China, ~9,5-7,5 kya) en het Baikalmeer (Zuid-Siberië, ~7,1-6,3 kya). 